# Ácido shikímico
El ácido siquímico, o más comúnmente conocido como su forma aniónica, el siquimato, es un intermediario bioquímico importante en plantas y microorganismos. Su nombre deriva de la flor del shikimi japonés (シキミ, Illicium anisatum), fuente natural del cual fue extraído por primera vez.
El ácido siquímico se puede extraer también del anís estrellado de la China o anís estrellado común (Illicium verum) y de las semillas de la planta liquidambar, abundante en toda América.
El ácido siquímico es un precursor de:
- los aminoácidos aromáticos fenilalanina y tirosina,
- Indol, derivados del indol y el aminoácido aromático triptófano,
- muchos alcaloides y otros metabolitos aromáticos
- taninos, flavonoides, y lignina.

En la industria farmacéutica el ácido siquímico, obtenido del anís estrellado (Illicium verum), se utiliza para la producción
del antiviral oseltamivir . Aunque el ácido siquímico está presente en muchos organismos autotrofos, también es un intermediario biosintético y generalmente se encuentra en concentraciones muy bajas.
Recientemente se ha encontrado la ruta biosintética en Escherichia coli, siendo capaz de acumular el compuesto.

## Biosíntesis

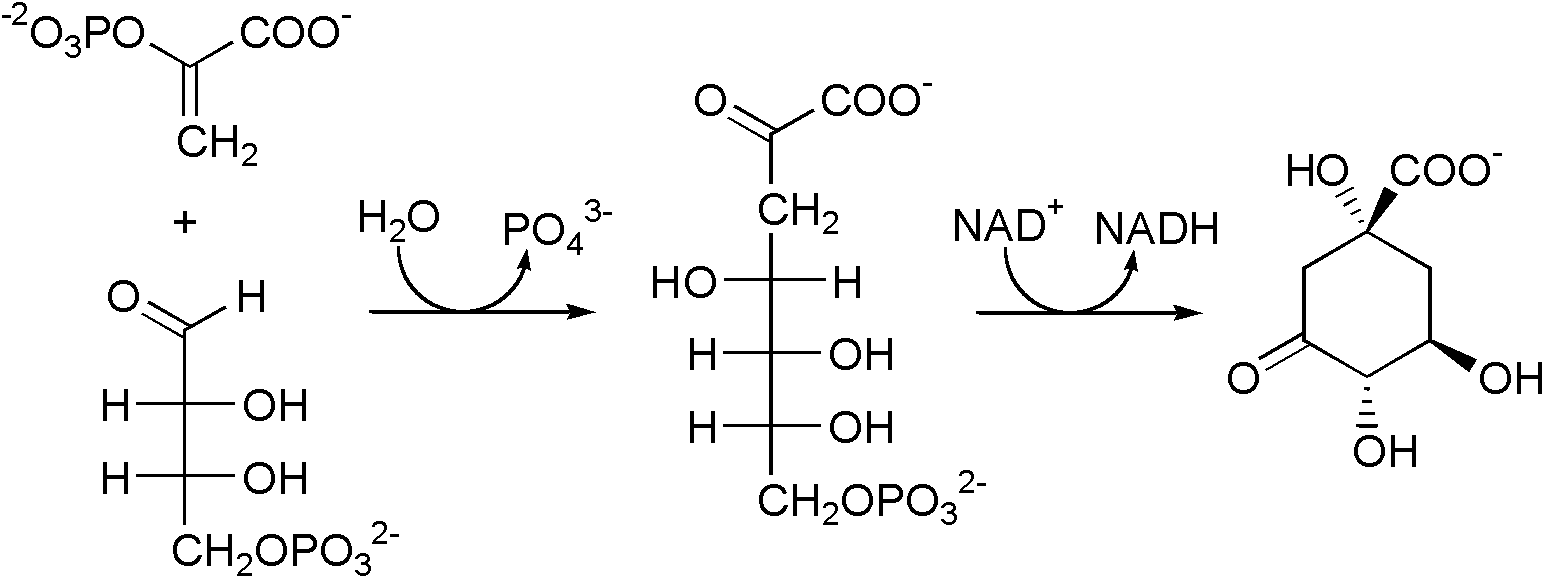
Biosínteis de 3-deshidroquinato desde fosfoenolpiruvato y eritrosa-4-fosfato

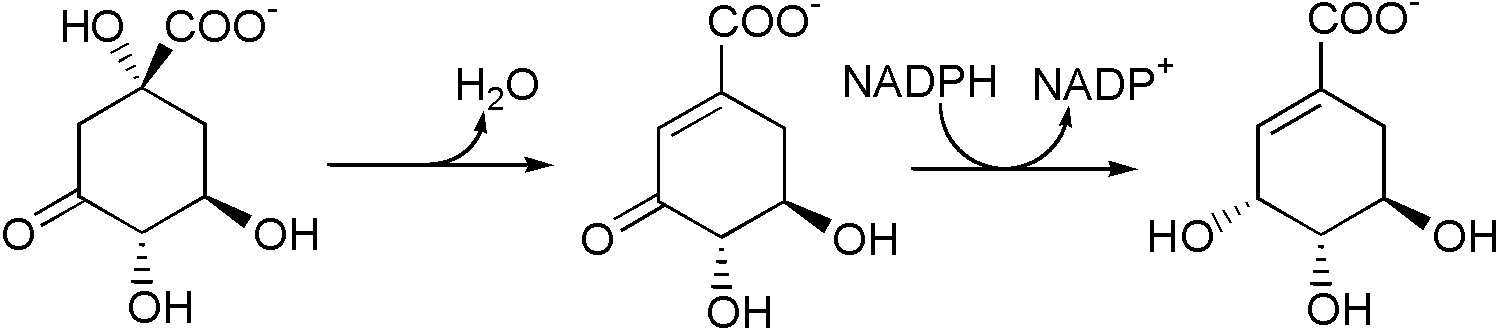
Biosíntesis del ácido shikímico desde 3-deshidroquinato